# Helmut Reinalter
Helmut Reinalter (* 2. November 1943 in Innsbruck) ist ein österreichischer Historiker und Philosoph. Er war von 1981 bis 2009 Professor für Neuere Geschichte und Politische Philosophie an der Universität Innsbruck und ist nach seiner Pensionierung heute Leiter des privaten Instituts für Ideengeschichte.

## Leben
Reinalter legte seine Matura an der Lehrerbildungsanstalt in Innsbruck ab. Seit 1964 studierte er Geschichte, Philosophie und Germanistik an der Universität Innsbruck, wo er 1971 zum Dr. phil. promoviert wurde. Seine Dissertation beschäftigte sich mit dem Thema „Aufklärung – Absolutismus – Reaktion“. Zur gleichen Zeit war er als Chefredakteur der ÖH-Zeitschrift Signum tätig. Anschließend war er Assistent am Institut für Geschichte. 1978 habilitierte er sich aus dem Fach Geschichte der Neuzeit und Zeitgeschichte mit der Habilitationsschrift Aufgeklärter Absolutismus und Revolution.
1981 wurde er Professor für Geschichte der Neuzeit und Leiter der Internationalen Forschungsstelle „Demokratische Bewegungen in Mitteleuropa“. Reinalter hatte Gastprofessuren in Aix-en-Provence, in Salzburg, Luxemburg, Krakau und an der Columbia University in New York inne. Von 1992 bis 2005 war er Vorsitzender der Wissenschaftlichen Kommission zur Erforschung der Freimaurerei. Von 1995 bis 2010 war Reinalter wissenschaftlicher Leiter der Freimaurer-Akademie der Großloge von Österreich, seit 1998 ist er Mitglied des Club of Rome, Chapter Österreich. Er ist auch Mitglied des Österreichischen PEN-Clubs.
2000 gründete er nach der Auflösung der erwähnten Forschungsstelle das private Institut für Ideengeschichte.
Von 2003 bis 2005 war er zudem Präsident der Initiative Weltethos Österreich, seit 2005 Leiter des Innsbrucker Forums zur wissenschaftlichen Förderung des Projekts Weltethos, ab 2010 Dekan der Philosophischen Klasse der Europäischen Akademie der Wissenschaften und Künste, Mitglied zahlreicher Akademien und wissenschaftlicher Gesellschaften. 2015 erhielt er das Ehrendoktorat vom IBC Cambridge für seine Forschungen.
Reinalters Schwerpunkte liegen auf den Gebieten politische Philosophie, Aufklärungs- und Ideengeschichte der Neuzeit, Sozial- und Mentalitätsgeschichte, Theoretische und Praktische Ethik, Demokratieforschung, Grundlagen und Theorien der Geistes- und Kulturwissenschaften, Freimaurerforschung.

## Auszeichnungen
- 1972: Theodor-Körner-Preis
- 1978: Leopold-Kunschak-Preis
- 1998/99: Innovationspreis der Sparkasse Innsbruck
- 2003: Großes Silbernes Ehrenzeichen für Verdienste um die Republik Österreich[2]
- 2006: Chevalier im Ordre des Palmes Académiques
- 2007: Verdienstkreuz des Landes Tirol
- 2009: Österreichisches Ehrenkreuz für Wissenschaft und Kunst I. Klasse[3]

## Schriften
Herausgeber und Mitherausgeber verschiedener wissenschaftlicher Reihen:
- Schriftenreihe der Internationalen Forschungsstelle „Demokratische Bewegungen in Mitteleuropa 1770–1848/49“ (48 Bände)
- Vergleichende Gesellschaftsgeschichte und politische Ideengeschichte der Neuzeit (22 Bände; gemeinsam mit Anton Pelinka)
- Interdisziplinäre Forschungen (bisher 30 Bände)
- Quellen und Darstellungen zur europäischen Freimaurerei (bisher 18 Bände)

Herausgeber bzw. Mitherausgeber folgender Zeitschriften:
- Zeitschrift für Internationale Freimaurerforschung (IF; bisher 34 Bände)
- Innsbrucker Historische Studien (bisher 30 Bände)

Verfasser von Monographien
- Aufgeklärter Absolutismus und Revolution. Zur Geschichte des Jakobinertums und der frühdemokratischen Bestrebungen in der Habsburger-Monarchie (= Veröffentlichungen der Kommission für neuere Geschichte Österreichs. 68), Wien 1980.
- Österreich im friderizianischen Zeitalter. Zum 200. Todestag Friedrich II. von Preußen, Innsbruck 1986.
- Die Französische Revolution und Mitteleuropa. Erscheinungsformen und Wirkungen des Jakobinismus. Seine Gesellschaftstheorien und politischen Vorstellungen (= suhrkamp taschenbuch wissenschaft. 748), Frankfurt/M. 1988.
- Österreich und die Französische Revolution, Wien 1988.
- Freiheit, Gleichheit, Brüderlichkeit. Reform, Umbruch und Modernisierung in Aufklärung und Französischer Revolution (= Historisches Seminar), Düsseldorf 1989.
- Am Hofe Josephs II. (Höfe – Herrscher – Hintergründe), Leipzig 1991.
- Die gesellschaftliche Bedeutung der Geisteswissenschaften heute (= Scientia. 25), Innsbruck 1991.
- Die Rolle der Freimaurerei und Geheimgesellschaften im 18. Jahrhundert (= Scientia. 39), Innsbruck 1995.
- Der Illuminatenorden (1776–1785/87). Ein politischer Geheimbund der Aufklärungszeit. Frankfurt 1997.
- Die Freimaurer. 7. Auflage, Beck Verlag, München 2016, ISBN 3-406-44733-3.
- Ist die Aufklärung noch ein tragfähiges Prinzip? Mit einem Beitrag von Michel Foucault (= Wiener Vorlesungen. 95), Wien 2002.
- Lexikon zum Aufgeklärten Absolutismus in Europa, Wien 2005.
- Aufklärungsprozesse seit dem 18. Jahrhundert, Würzburg 2005.
- Die Weltverschwörer. Was Sie eigentlich alles nie erfahren sollten, Salzburg 2010.
- Geheimbünde in Tirol. Von der Aufklärung bis zur Französischen Revolution, 2. Auflage, Innsbruck 2011.
- Lexikon der Geisteswissenschaften (gemeinsam mit Peter J. Brenner), Wien 2011.
- Joseph II. Reformer auf dem Kaiserthron, München 2011.
- Außenseiter der Philosophie (gemeinsam mit Andreas Oberprantacher), Würzburg 2012.
- Handbuch zur Geschichte der demokratischen Bewegungen in Zentraleuropa. Von der Spätaufklärung bis zur Revolution 1848/49, Frankfurt/M. 2012.
- Weltethos-Gespräche (= Interdisziplinäre Forschungen. 24), Innsbruck-Wien-Bozen 2014.
- Außenseiter der Geschichtswissenschaft, Würzburg 2015.
- Biographisches Lexikon der demokratischen und liberalen Bewegungen in Mitteleuropa 1770–1848/49 (= Schriftenreihe der Internationalen Forschungsstelle „Demokratische Bewegungen in Mitteleuropa 1770–1850“. 48) (gemeinsam mit Claus Oberhauser), Frankfurt/M. 2015.
- Neue Perspektiven der Ideengeschichte (= Interdisziplinäre Forschungen. 27), Innsbruck 2015.
- Der aufgeklärte Mensch. Das neue Aufklärungsdenken, Würzburg 2016.
- Handbuch der Verschwörungstheorien, Leipzig 2018.
- Arnold Ruge (1802–1880). Junghegelianer, politischer Philosoph und bürgerlicher Demokrat, Würzburg 2020.